# Nordahl Wallem
Nordahl Eriksen Wallem (* 10. November 1902 in Shanghai, Kaiserreich China; † 9. Dezember 1972 in Hongkong) war ein norwegischer Segler.

## Erfolge
Nordahl Wallem, der für den Bergens Seilforening segelte, nahm 1936 an den Olympischen Spielen in Berlin in der 8-Meter-Klasse teil. Er war Crewmitglied der Silja unter Skipper Olaf Ditlev-Simonsen, die die im Olympiahafen Düsternbrook in Kiel stattfindende Regatta auf dem zweiten Platz beendete. Zunächst hatte die Silja ebenso wie die Germania III aus Deutschland 53 Gesamtpunkte erreicht, im Stechen um den zweiten Rang hinter den Olympiasiegern aus Italien setzte sie sich schließlich gegen ihre deutschen Konkurrenten durch. Neben Wallem und Ditlev-Simonsen erhielten auch die übrigen Crewmitglieder John Ditlev-Simonsen, Lauritz Schmidt, Hans Struksnæs und Jacob Tullin Thams die Silbermedaille.